# Casa-fàbrica Vidal
La casa-fàbrica Vidal era un conjunt d'edificis situats als carrers de les Carretes, Reina Amàlia i Lleialtat del barri del Raval de Barcelona, del que només es conserva aquest darrer. Segons l'informe de valoració patrimonial de l'equip Caballé-Gonzàlez (Veclus SL) a la «Modificació del Pla Especial de Protecció del Patrimoni Arquitectònic Històric-Artístic al Districte de Ciutat Vella, per a incorporar el Patrimoni Industrial del Raval (Fàbriques i Cases Fàbrica)» (2018), no mereix la protecció urbanística, per la qual cosa manté la categoria D (bé d'interès documental) atorgada per defecte a tots els edificis del districte de Ciutat Vella.

## Història i descripció

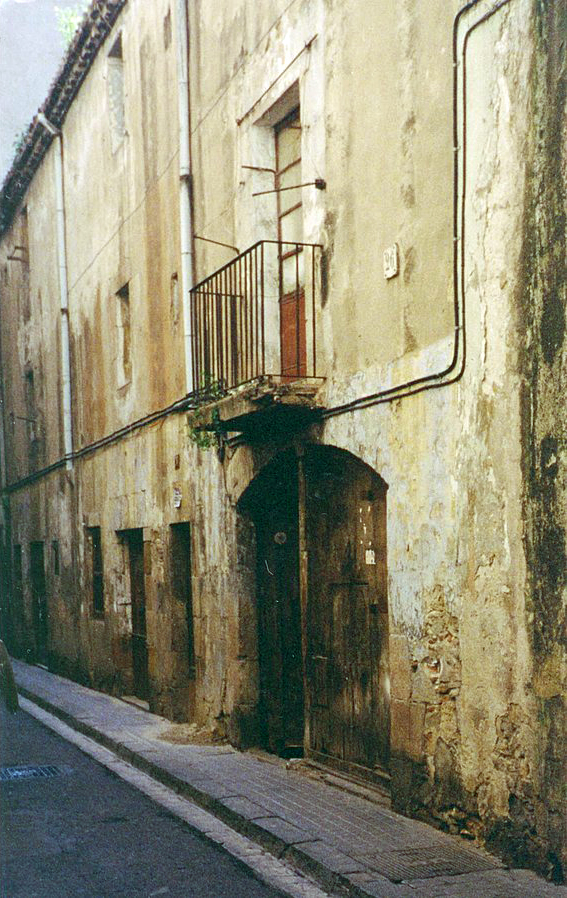
Edifici del carrer de les Carretes, 28-30 (enderrocat)

### Fàbrica d'indianes de Jeroni Sala
El 1782, Josepa Barrera i Cardona, vídua del revenedor Jaume Sala i propietària d'un hort al carrer de les Carretes, va demanar permís per a construir-hi una casa-fàbrica amb tres portals i una «quadra» a l'interior d'illa (núm. 24), on el seu fill Jeroni Sala i Barrera va establir una fàbrica d'indianes, per a la qual cosa va comptar amb l'aportació de 700 lliures de la seva mare. Aquesta va demanar permís per a construir un segon edifici al costat de la casa-fàbrica (núms. 28-30) amb una porta de carros per on s'accedia a l'hort (núm. 26).
L'any següent, Jeroni Sala va constituir una societat amb el comerciant d'origen maltès Josep Berti, amb un capital de 4.000 lliures barcelonines a parts iguals (Sala en gèneres i utensilis i Berti en moneda) i pel termini de cinc anys. El 1785, va constituir una nova societat amb Manuel Planas, que hi va aportar 1.300 lliures del capital de 4.700, la qual es va dissoldre l'any següent. Ofegat pels deutes, a finals del 1787, ell i la seva mare vengueren l'hort al fabricant d'indianes Erasme de Gònima per 8.600 lliures, i tot seguit, aquest va presentar el projecte d'una casa-fàbrica de planta baixa i tres pisos i d'uns 55 m de façana al carrer de les Carretes, que no es va arribar a construir. A finals del 1788, Gònima va vendre l'hort pel mateix preu al comerciant de productes colonials Gabriel Colom i Llansó.

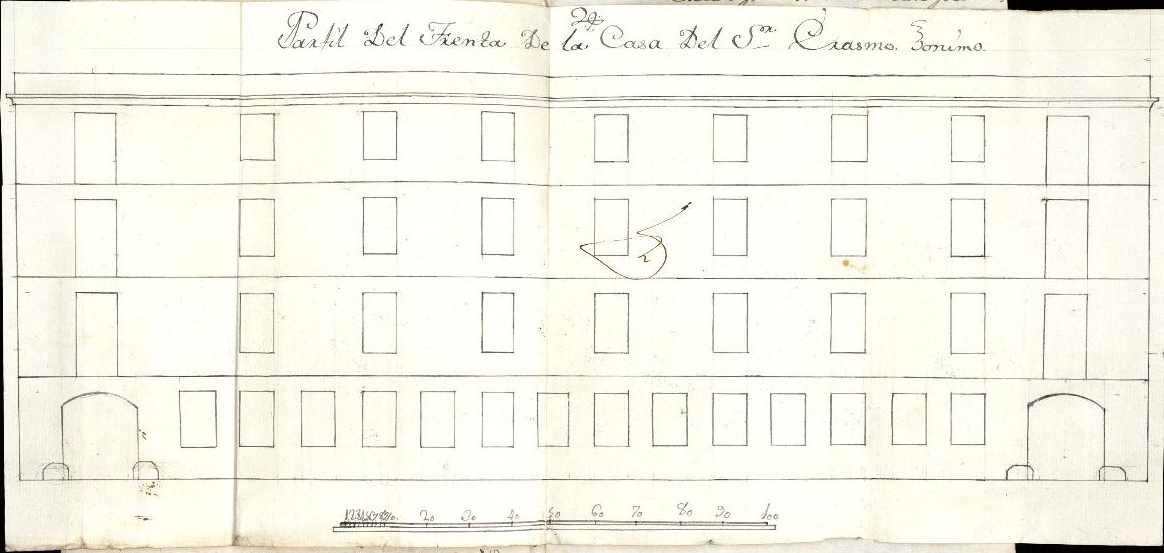
Projecte no realitzat d'una casa-fàbrica al carrer de les Carretes per encàrrec d'Erasme de Gònima (1788)

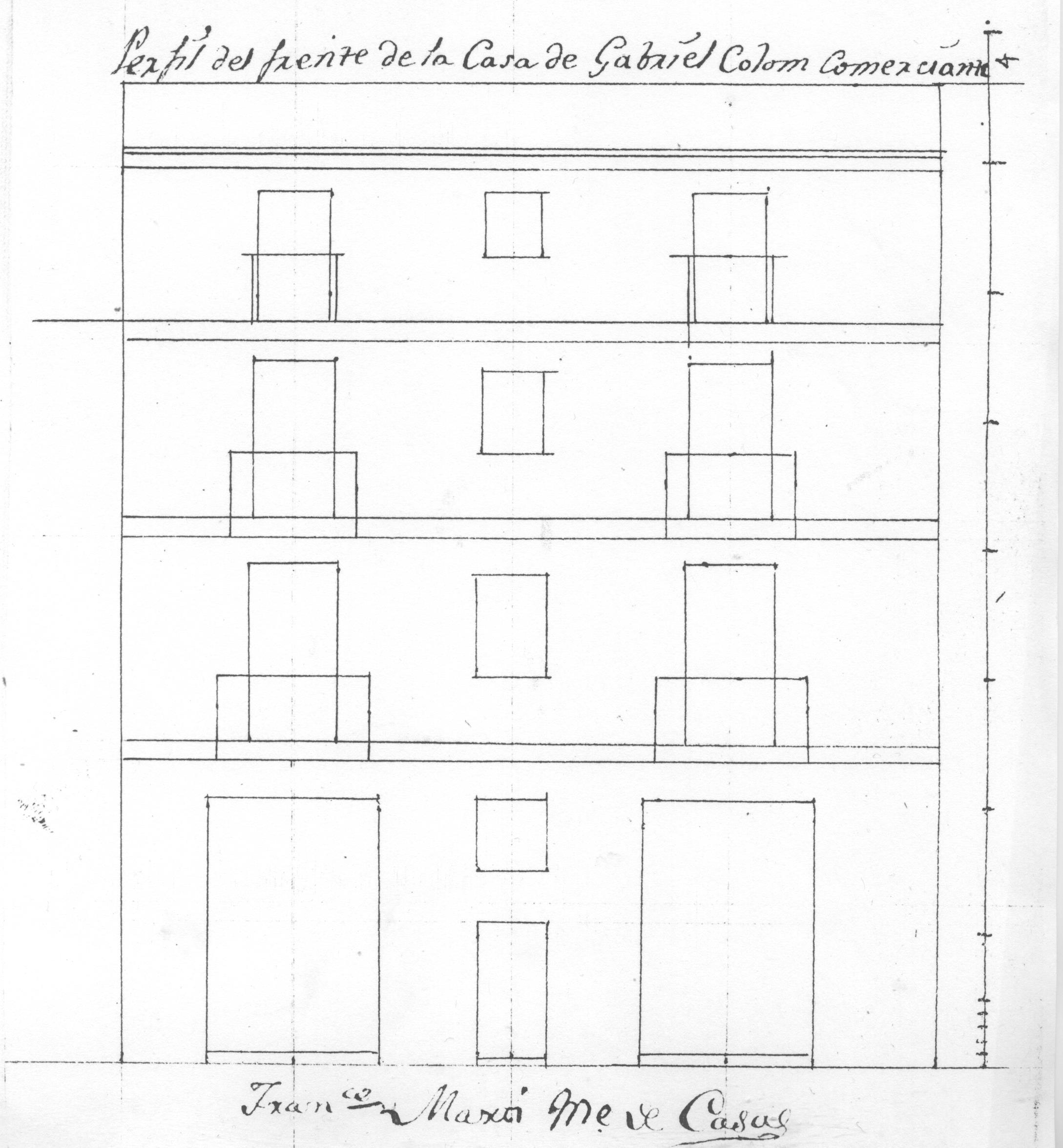
Projecte de la casa del carrer de les Carretes, 24 encarregat per Gabriel Colom (1800)

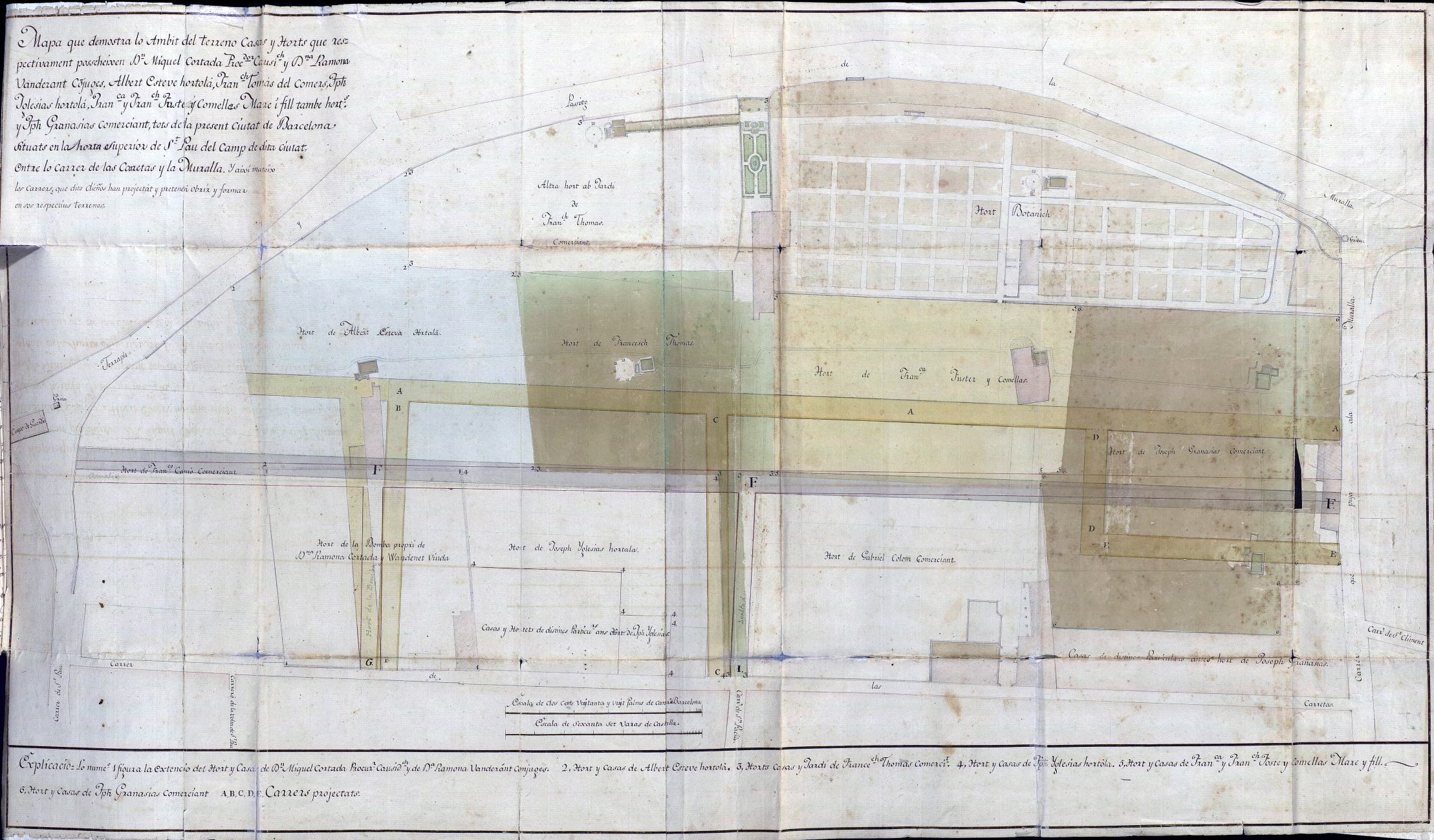
Projecte d'obertura dels carrers de la Reina Amàlia, Lleialtat i Hort de la Bomba (1807). S'hi pot llegir «Hort de Gabriel Colom Comerciant»

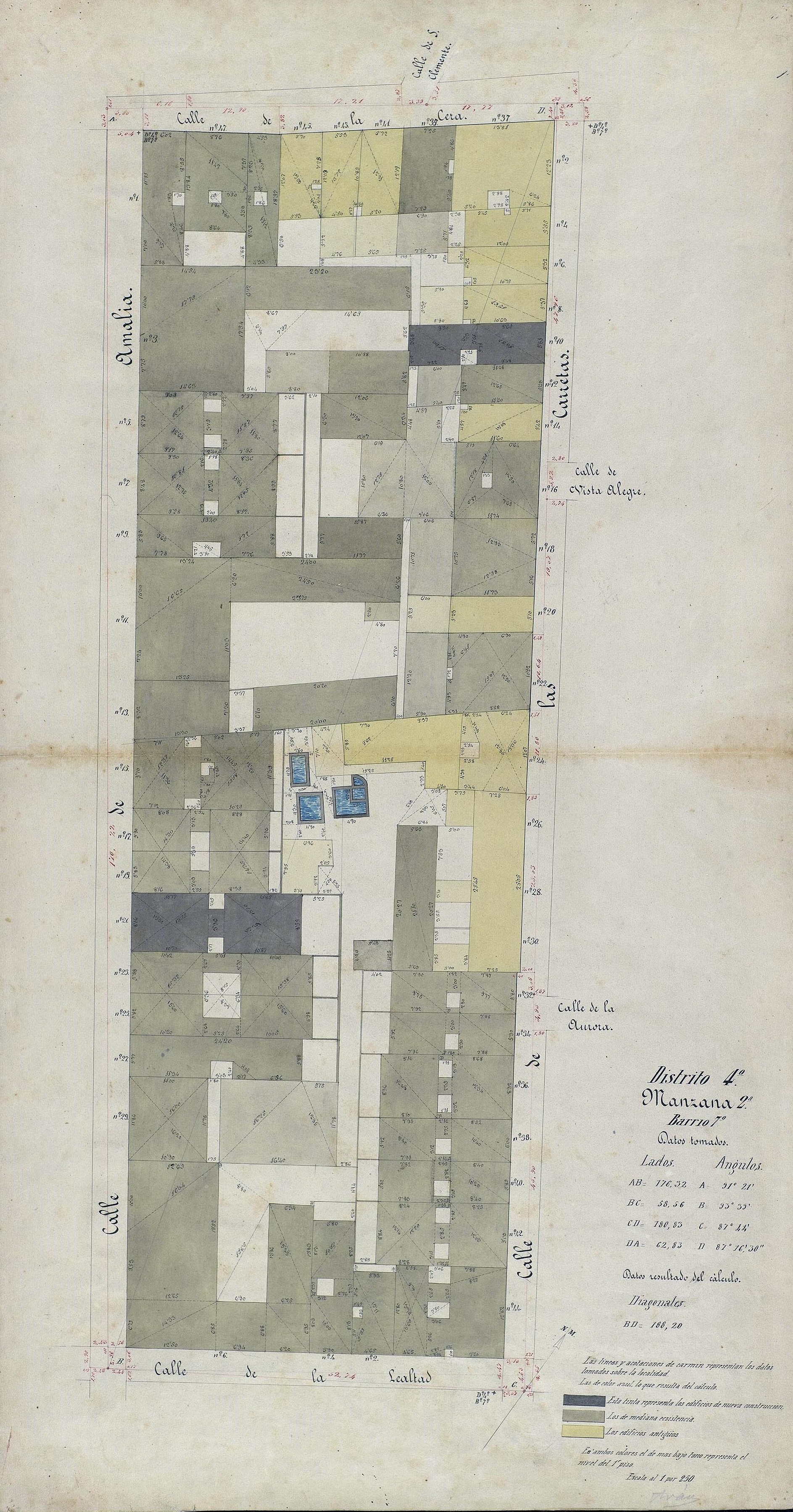
Quarteró núm. 103 de Garriga i Roca (c. 1860)

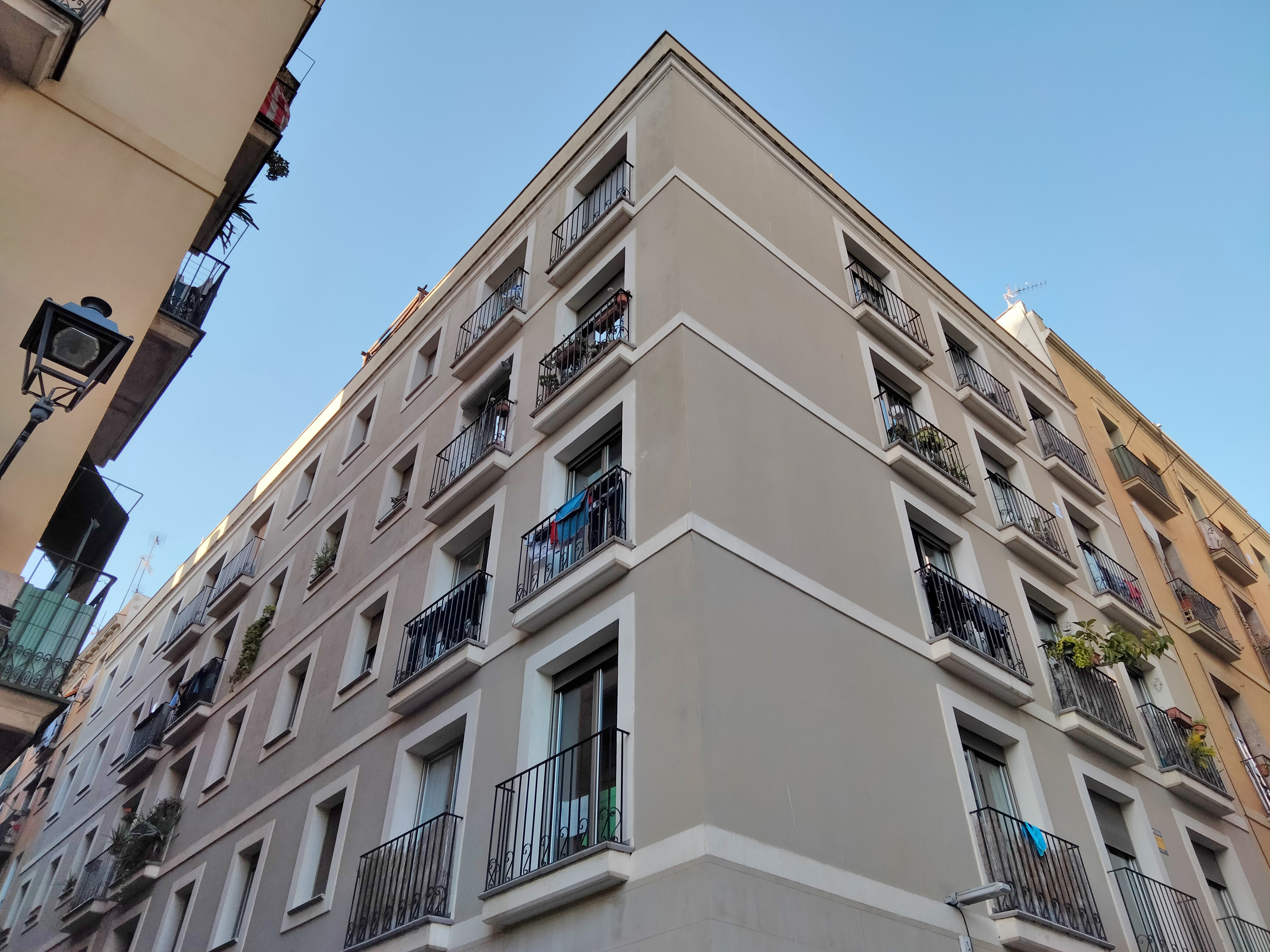
Edifici mimètic a la cantonada amb el carrer de la Reina Amàlia; a l'extrem dret, l'edifici original

El 1800, Colom va comprar a Jeroni Sala la casa-fàbrica del núm. 24 per 2.960 lliures i va demanar permís per a reedificar-ne la part destinada a habitatges amb planta baixa, entresol i tres pisos, segons el projecte del mestre de cases Francesc Martí. El 1804, Sala va establir en emfiteusi l'edifici dels núms. 28-30 al fabricant de teixits Pau Viladoms, amb qui tenia un deute per unes peces de cotó en blanc, a cens de 150 lliures anuals i una entrada de 3.500. Això va motivar un litigi entre aquest i Colom per la propietat.

### Nous propietaris
El 1807, els propietaris de diversos horts van presentar a l'Ajuntament un projecte d'obertura de tres nous carrers, els actuals de la Reina Amàlia, Lleialtat i Hort de la Bomba. El 1824, el seu fill Gabriel Francesc Colom i Tarrés, corredor reial de canvis, va demanar permís per a enderrocar la tanca de fusta de l'hort que el separava dels veïns i substituir-la per una altra de pedra, per tal d'evitar-hi els continus robatoris de verdures, i el 1833 hi va establir en emfiteusi diversos solars edificables o cossos de casa.
Finalment, el 1838 va vendre per 15.500 lliures la casa-fàbrica i la part que restava de l'hort (incloent-hi els censos sobre les parcel·les ja establertes), al comerciant Bartomeu Vidal i Mayol, (1776-1841), natural de Sant Feliu de Llobregat, que l'any següent va demanar permís per a construir una casa-fàbrica de planta baixa, tres pisos i golfes als carrers de la Lleialtat i Reina Amàlia, segons el projecte de l'arquitecte Josep Buxareu. Es tractava de dues edificacions jutxaposades: la primera, al carrer de la Lleialtat, té un cos destinat a habitatges i una «quadra» de crugia simple a l'interior d'illa, i la segona (actualment enderrocada i substituïda per un nou edifici d'estil «mimètic»), a la cantonada dels dos carrers, una «quadra» de 13 m de llum, dividida en dues crugies per pilars i jàsseres de fusta. La construcció era molt austera, tot i que a finals del segle xix se'n van estucar les façanes, i la seva intenció era llogar-la a algun industrial, cosa que va aconseguir per 1.300 lliures anuals, fins i tot abans d'estar acabada. A la seva mort, la propietat es va repartir a parts iguals entre els seus fills Bartomeu (1822-1877) i Josep Rufí Vidal i Nadal (1826-1866), si bé la vídua Marianna Nadal i Ferrater (1793-1870), que n'era la usufructuària, va continuar l'establiment de parcel·les per a edificar iniciat per l'anterior propietari.
El 1857, hi havia la tintoreria de Francesc Corder (o Coderch) i l'establiment d'aprests de Martí Murull, i el 1863, la mateixa tintoreria, el taller de construcció de màquines de Ramon Jufré: «Lealtad, 6, esquina á la de Amalia. Taller de construcción. D. Ramon Jufré, sucesor de M. White. Gran taller de construcción de máquinas de vapor de todas clases-de hacer chocolate. Prensas hidráulicas de tornillo. Bombas para riegos-para incendios-para usos domésticos. Prensas para la extraccion del vino y del aceite, y de todas clases. Composturas en toda clase de bombas, prensas y máquinas de vapor y demás.» i la fàbrica de barrets de feltre de Marin, Mazoir i Cia: «Lealtad, 6, Fábrica de sombreros de D.C. Marin. Sombreros de fieltro y de seda de todas clases, y corte de pelo de liebre y conejo. Depósito de felpas de Lyon y París, para sombreros y forros de seda, para los mismos, y toda clase de artículos para sombrerería. Comisión de compra y venta en el ramo de sombrerería. Espediciones á todas partes.» que el 1859 va demanar permís per a instal·lar-hi un rètol.
A l'interior d'illa, residu de l'antic hort, hi havia un establiment de blanqueig de teixits amb diversos safaretjos. Aquestes instal·lacions van ser aprofitades pel fabricant d'estampats Felip Padrós, que el 1858 va demanar permís per a instal·lar una màquina de vapor de 3 CV en una «quadra» de nova construcció paral·lela al carrer, segons els plànols del mestre d'obres Felip Ubach: Carretas, 26. Estampados de Felipe Padrós. Fábrica de estampados en indianas, panas, y semi-panas, madejas de lana, seda, hilo y algodon. El 1874, diversos veïns van presentar una denúncia contra el propietari Bartomeu Vidal i Nadal per les molèsties causades pel fum de les calderes de blanqueig.  A principis del segle xx, hi havia la fàbrica de pintes d'asta de Rafael Bertran i la de joguines i miralls de Morales Hermanos, i a les dècades del 1930 i 1950 la de pintes d'asta i galalita de Miquel Pinyol, i encara hi funcionaven els safaretjos. Finalment, els edificis del carrer de les Carretes, 24 al 30 van ser enderrocats el 1999 per a construir-hi una promoció d'habitatges.
A principis del segle xx, es va establir al carrer de la Lleialtat el magatzem de fusta de Benet Sazatornil i Francesc Salazar i Pomar, que tenien una serradora al núm. 33 del carrer de la Reina Amàlia. A la mort del seu soci, Salazar es va fer càrrec del negoci en solitari, i el 1924 va demanar permís per a eixamplar-hi un portal, i novament el 1926 per a cobrir el pati, així com diverses obres de reforma i ampliació el 1929. A les dècades del 1930 i 1950 hi havia la fàbrica de pintes d'asta de J. Pressas.